# اقحوانه
اُقْحُوانه مُحَصَّب نام مکانی است که تفرجگاه دائمی و شبانه اهل مکه بوده است. این مکان در جنوب مکه و در منطقه‌ای به نام لیط واقع شده است، که یکی از مشهورترین تفرجگاه‌های اهل مکه بوده که شب‌ها در آن‌جا به گفتگو می‌پرداختند. به استحباب استراحت در این محل به هنگام کوچ کردن از منا و ورود به مکه در منابع فقهی اشاره شده است. از مکان‌هایی دیگر نیز در مکه و بیرون از آن با نام اقحوانه در منابع تاریخی ذکر شده است.